# Bischarri
Bischarri (andere Schreibweisen: Bsharri, Becharré, Bcharré, Bsharre; arabisch بشري Bischarrī) ist Hauptstadt des gleichnamigen Distrikts im Libanon, etwa 1450 m über dem Meeresspiegel oberhalb des Wadi Qadischa gelegen. Der Ort liegt im nördlichen Teil des Libanongebirges. Bischarri ist der Geburtsort des Poeten, Malers und Bildhauers Khalil Gibran.

## Geschichte

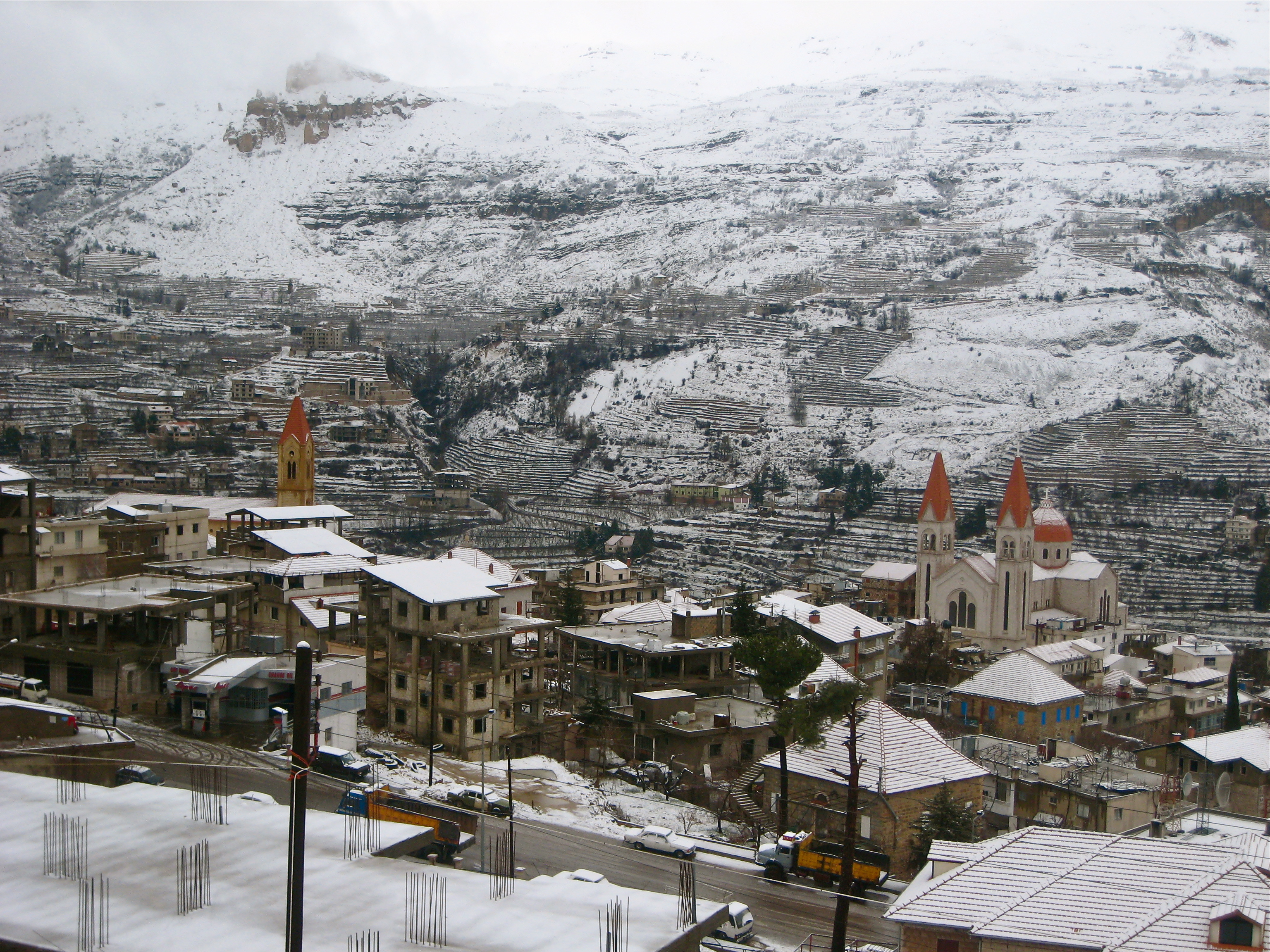
Bischarri

Bischarri liegt an der Stelle einer antiken Siedlung der Phönizier. Maroniten, die vor der Glaubensverfolgung flüchteten, ließen sich hier im 7. Jahrhundert nieder. Das Wadi Qadischa, das unterhalb der Stadt liegt, wurde das geistliche Zentrum der maronitischen Kirche. Zur Zeit der Kreuzzüge war die Stadt unter dem Namen Buissera bekannt. Im Unterschied zu anderen Teilen des Libanon wurde die aramäische Sprache in Bischarri bis weit in das 19. Jahrhundert hinein gesprochen. Aus diesem Grunde ist der Akzent der Ortsansässigen bis heute unverwechselbar. Während des libanesischen Bürgerkriegs war Bischarri eine Bastion des christlichen Widerstands gegen linke und islamistische Kräfte. Samir Geagea, der aus Bischarri stammt, wurde im Jahre 1986 Vorsitzender der christlichen Bewegung Forces Libanaises (FL). Heute liegt die Stadt in einem Gebiet mit einer Reihe von touristischen Zielen, u. a. dem Grab von Gibran und seinem Museum, dem Wadi Qadischa mit den „Zedern des Herrn“ und dem Skigebiet Les Cèdres.

## Persönlichkeiten
Folgende Personen wurden in Bischarri geboren oder haben dort längere Zeit gelebt:
- Anton Peter Arida (1863–1955), Erzbischof und Patriarch von Antiochien
- Ibrahim Geagea (1924–1985), Skirennläufer
- Nayla Moawad (* 1943), Politikerin
- Khalil Gibran (1883–1931), libanesisch-amerikanischer Maler, Philosoph und Dichter
- Vénus Khoury-Ghata (* 1937), libanesisch-französische Schriftstellerin und Dichterin
- May Menassa (1939–2019), Journalistin und Schriftstellerin